# Ain Zohra
Ain Zohra  (in arabo عين الزهرة‎?) è un centro abitato e comune rurale del Marocco situato nella provincia di Driouch, Regione Orientale. Conta una popolazione di 10 601 abitanti (censimento 2014).